# 美叶菜豆树
美叶菜豆树（学名：Radermachera frondosa）为紫葳科菜豆树属的植物，是中国的特有植物。分布于中国大陆的海南、广西、广东等地，生长于海拔100米至1,000米的地区，见于低海拔至中海拔的疏林中，目前尚未由人工引种栽培。

## 别名
牛尾连、红花树（海南）